# لبلاب الحقول
لَبْلاَب الحُقُول أو اللَبْلاَب الحَقِيقِيّ أو اللَبْلاَب الصَغِير أو المَدَّاد أو طُرْبُوش الغُرَاب أو عليق أو لاف القمح، (الاسم العلمي: Convolvulus arvensis)، نوع نباتي من جنس اللَبْلاَب ينتمي إلى الفصيلة المحمودية.

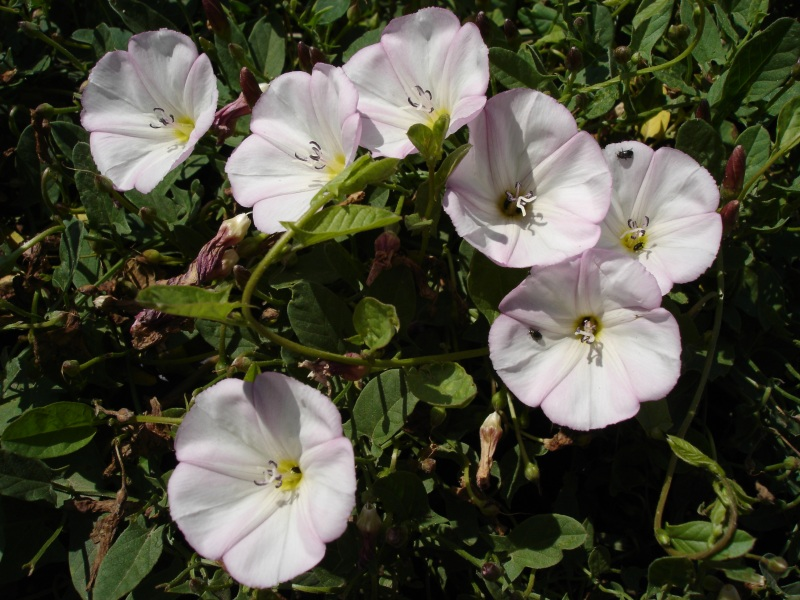
لبلاب الحقول
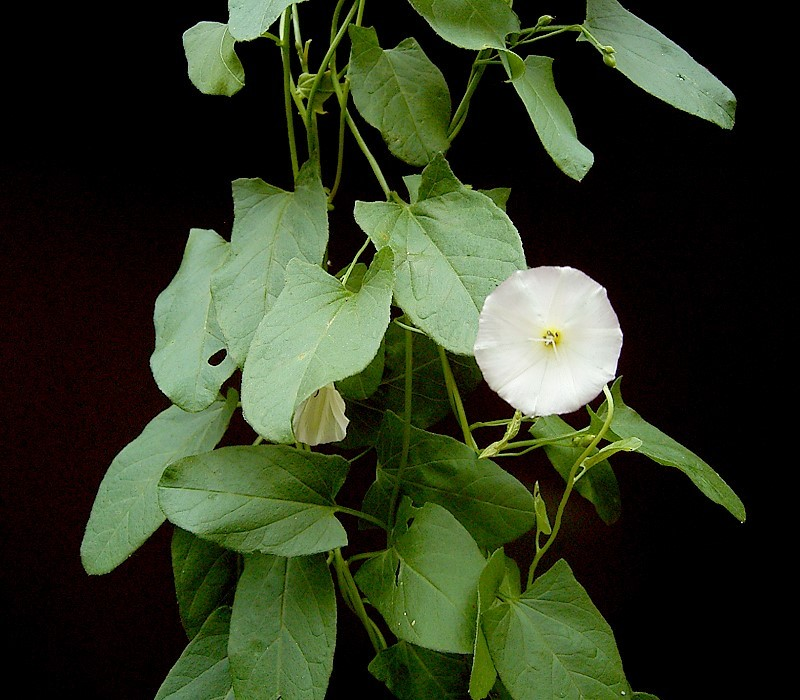
لبلاب الحقول
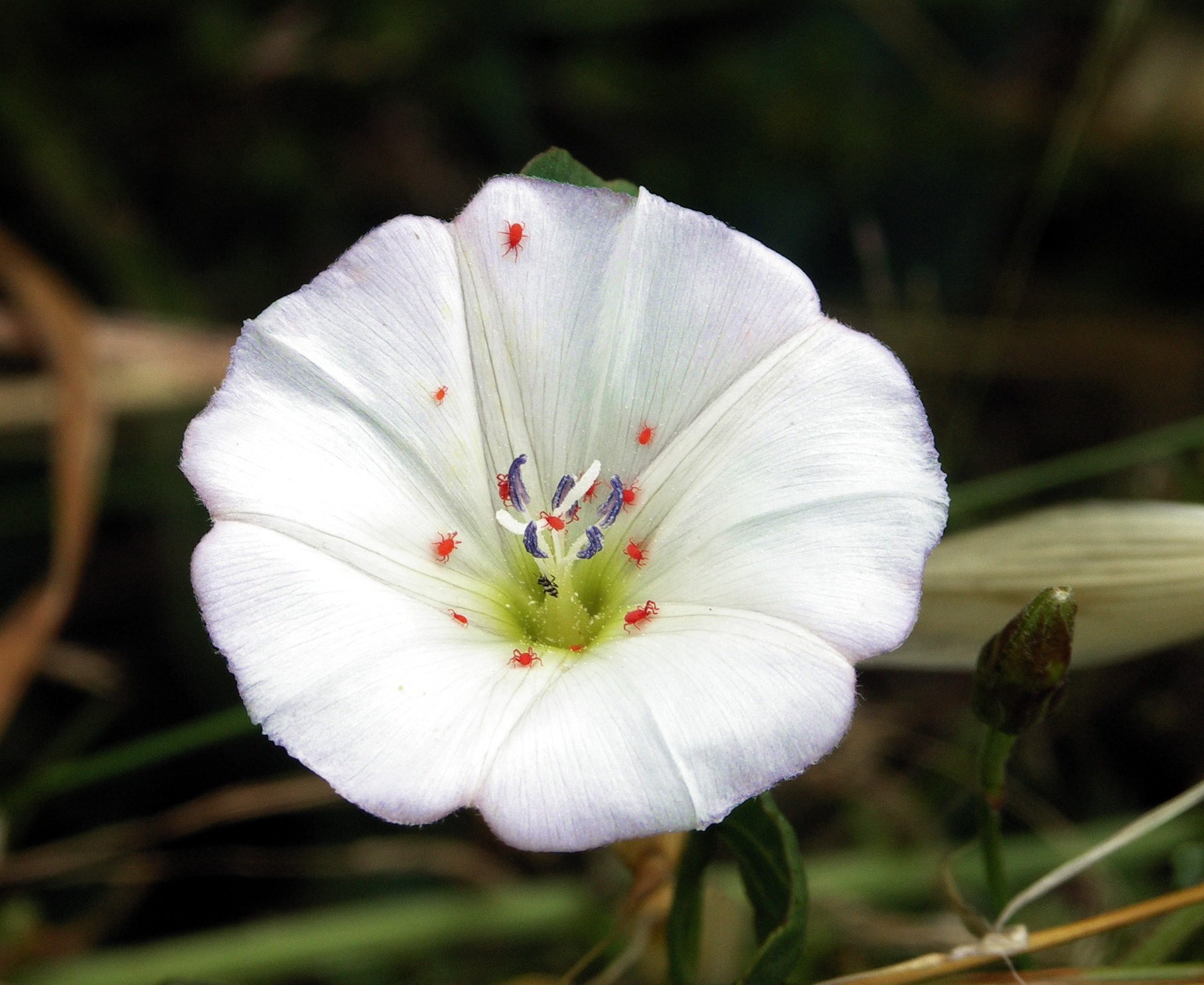
زهرة لبلاب الحقول
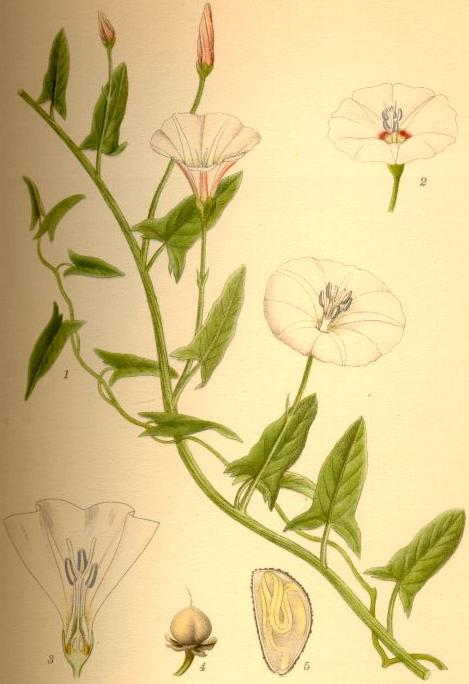
لبلاب الحقول
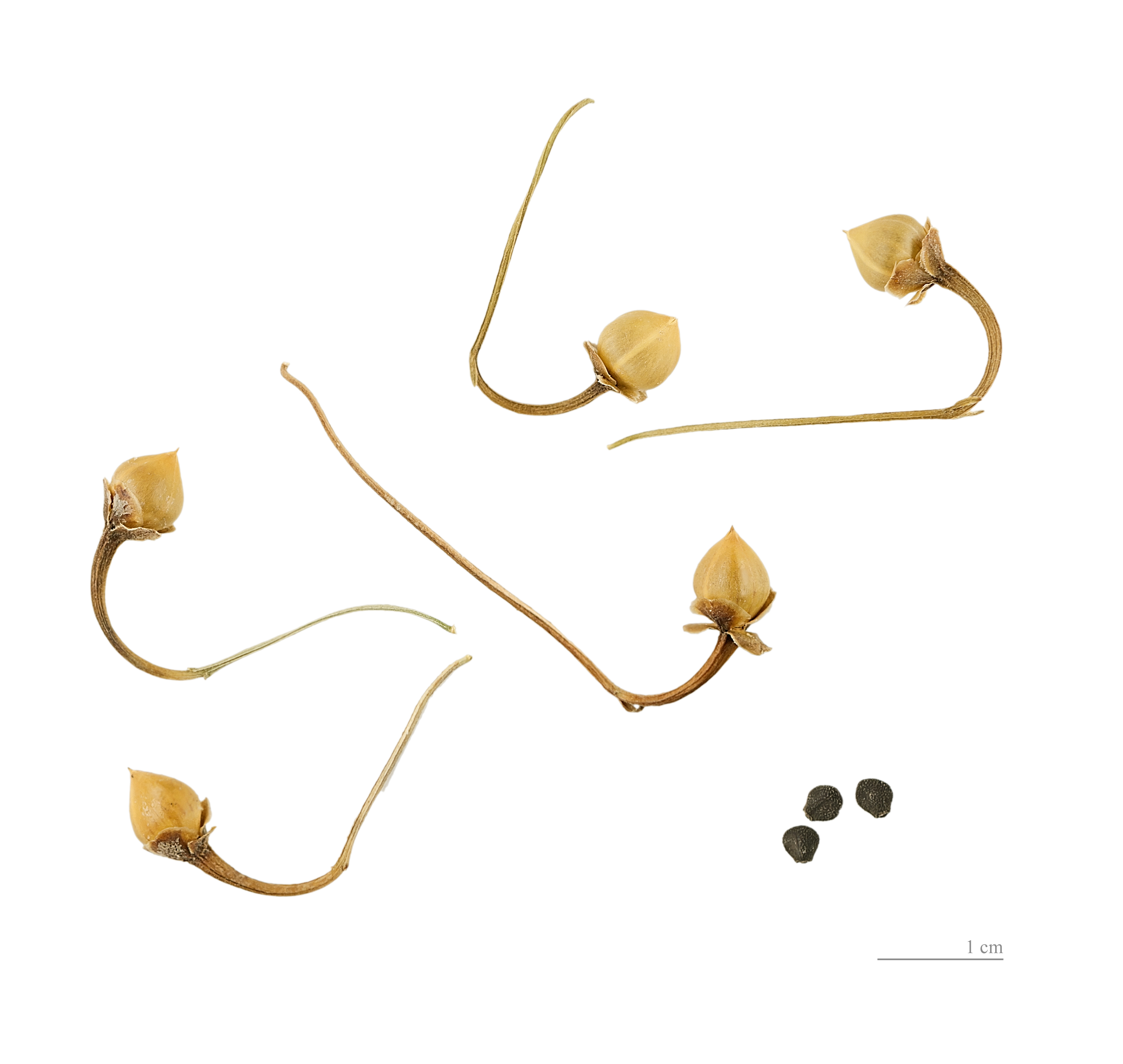